# Цингер, Олег Александрович
Олег Александрович Цингер (нем. Oleg Zinger, 1910—1997) — немецкий художник; «мастер рекламы»; карикатурист. Известен также как автор нескольких книг воспоминаний о жизни русских эмигрантов. Жил в Германии, затем во Франции.
В некоторых публикациях на русском языке используется написание фамилии на французский манер — Зингер.

## Биография
Олег Александрович Цингер родился в 1910 году (по другим данным — в 1909 году) в семье А. В. Цингера (1870—1934) и В. Н. Павловой (1875 — 16 сентября 1962).
Мать, Вера Николаевна Павлова, была актрисой, ученицей Владимира Ивановича Немировича-Данченко. Училась в Филармоническом училище, входила в труппу Московского Художественного театра с момента его основания. Уже после её смерти были опубликованы написанные ею мемуары о первых годах существования МХТ.
Отец, Александр Васильевич Цингер, был профессором физики, автором многочисленных учебников по физике, а также страстным любителем-ботаником, написавшим в конце жизни книгу «Занимательная ботаника», выдержавшую многочисленные переиздания; дед Олега, Василий Яковлевич Цингер (1836—1907), также был учёным — профессором Московского университета, математиком и ботаником; основателем же династии московских Цингеров был прапрадед Олега, Христиан Иванович Цингер, — немец, переехавший из Германии в Москву в XVIII веке и получившего за добросовестную службу звание потомственного дворянина.
Во время гражданской войны семья Цингеров оказалась в Харькове, занятом войсками генерала Деникина; с лета 1919 года по лето 1921 года Цингеры жили в Крыму, в местечке Темис-Су под Ялтой; отец Цингера преподавал в школе и был её директором. Весной 1922 года Цингеры вернулись в Москву.
Осенью 1922 года отец Олега получил разрешение на выезд в Германию на лечение (Александр Васильевич страдал туберкулёзом позвоночника) — и семья Цингеров переехала в Берлин.
Одним из московских знакомых Цингеров был физик Дмитрий Иванович Сахаров (1889—1961); уехав из России, Александр Васильевич Цингер оставил его своим представителем в издательских делах. Известно, что Олег Цингер переписывался с сыном Дмитрия Ивановича, Андреем (1921—1989), будущим академиком. В своих воспоминаниях Андрей Дмитриевич Сахаров пишет об Олеге: «Я (ещё мальчиком) чем-то ему понравился, и он несколько раз присылал мне свои альбомы с рисунками животных; возможно, это была форма как-то проявить благодарность к папе. Мне эти альбомы очень нравились, некоторые из них сохранились до сих пор».
С детства Олег Цингер был знаком с художником-анималистом Василием Алексеевичем Ватагиным (1883/1884—1969), брал у него уроки в Москве, а позже в Берлине. В 1920-е годы Олег брал также уроки у художника Александра Арнштама (1880—1969). Позже учился в Берлинской художественной академии, после окончания которой работал в рекламном отделе фирмы «Централе Дикхоф».

Олег Александрович — автор воспоминаний «Колюша — Николай Владимирович Тимофеев-Ресовский», в которых он пишет о своей жизни в Берлине, о дружбе с семьёй знаменитого генетика Николая Владимирович Тимофеева-Ресовского (1900—1981), продолжавшейся с 1927 года до отъезда Тимофеева-Ресовского из Берлина в 1945 году.
После войны Олег Цингер переехал во Францию, жил в Париже, последние годы жизни — в Ниме, где имел кабинет-мастерскую.
С 1951 года во Франции, Германии и США проходили персональные выставки Олега Цингера.
Олег Цингер скончался 9 января 1997 года (по другим, скорее всего, ошибочным данным — в 1998 году) в Ниме.

## Личная жизнь
Был дважды женат. 
- С первой женой жил в Германии с довоенного времени, позже развёлся. От этого брака имел ребёнка.
- Вторая жена — Марианна (Нанни, Нэнни, Нани) Мюллер-Беллинсгаузен, по профессии переводчик с английского, училась в университете на филологическом факультете. Занималась переводами медицинской литературы с английского на немецкий. Олег Цингер женился на ней, когда она овдовела, оставшись с двумя детьми десяти и семи лет (их родной отец был профессором философии в Германии). Марианна была более, чем на двадцать лет моложе Олега Цингера. Общих детей у них не было.

## Некоторые сочинения
Книги воспоминаний:
- «Колюша — Николай Владимирович Тимофеев-Ресовский» (см. раздел Ссылки).
- «Где в гостях, а где дома». — Париж, 1994.
- Oleg Zinger: Графика для употребления ноябрь 1929, июль 1930; май 1934; июнь 1937, март 1940.  (нем.)
- Oleg Zinger: Берлин-Эр лейн, 25 января 1946.  (нем.)